# Blu-express
Blu-express — італійська бюджетна авіакомпанія, що базується в Римі. Є бюджетною ланкою материнської авіакомпанії Blue Panorama Airlines і виконує внутрішні та міжнародні пасажирські перевезення. Blue Panorama Airlines (власником якої є Distal & Itr) є одним з гравців на ринку авіаперевезень в Італії.

## Пункти призначення
На лютий 2010 року регулярні перевезення авіакомпанією Blu-express виконувалися за такими напрямами :
- Франція
  - Ніцца — Ніцца — Лазурний Берег
- Греція
  - Міконос — Mykonos Island National Airport
- Італія
  - Кальярі — Кальярі (аеропорт)
  - Катанія — Катанія (аеропорт)
  - Генуя — Міжнародний аеропорт імені Христофора Колумба
  - Ламеція-Терме — Lamezia Terme Airport
  - Лампедуза — Lampedusa Airport
  - Мілан — Мальпенса
  - Ольбія — Ольбія
  - Палермо — Палермо
  - Пантеллерія — Пантеллерія
  - Рим — Міжнародний аеропорт імені Леонардо да Вінчі
  - Турин — Turin Airport Caselle
  - Верона — Верона
- Туреччина
  - Стамбул — Аеропорт Стамбул-Сабіха Гекчен

## Флот

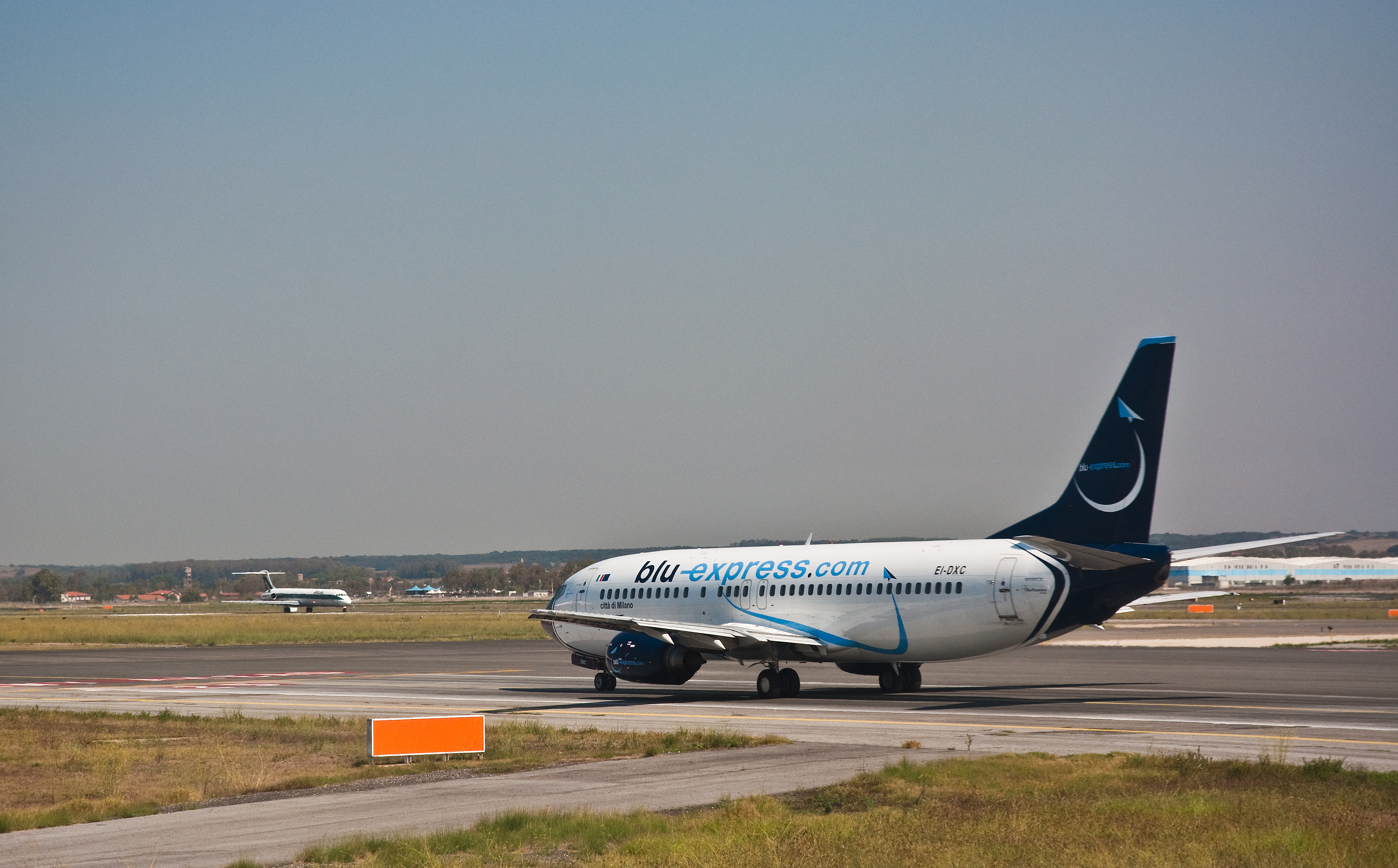
Boeing 737-300 авіакомпанії Blu-express в аеропорту Фьюмічіно у вересні 2011 року

На вересень 2009 року флот Blu-express складався з :
- 3 літаки Boeing 737-300 (реєстраційні номери EI-DXB, EI-DVY і EI-EEW); рейси Blu-express також виконуються трьома Boeing 737-400 (реєстраційні номери EI-CUA, EI-CUD, EI-КУН) батьківського авіакомпанії Blue Panorama Airlines, і навпаки.